# Rogožarski

Logo von Rogožarski

Rogožarski (serbisch-kyrillisch Рогожарски) war ein Unternehmen der Luftfahrtindustrie Jugoslawiens. Gegründet wurde das Unternehmen von Živojin Rogožarski als Erste serbische Fabrik für Flugzeuge Rogožarski (Prva srpska fabrika aeroplana Rogožarski, Прва српска фабрика аероплана Рогожарски) am 21. April 1924 in Belgrad.

## Geschichte
Im Jahr 1923 hatte das jugoslawische Ministerium für die Armee und Marine eine öffentliche Ausschreibung für heimische Unternehmen durchgeführt, denen mit staatlicher Förderung der Bau von Flugzeugen anvertraut werden könne. Aus der Auswahl gingen mit Ikarus in Novi Sad und Rogožarski in Belgrad zwei kleine private Unternehmen hervor. Rogožarski war ursprünglich ein Tischlereiunternehmen ohne großes Ansehen, aber die Hoffnung war gegeben, dass die Produktion von Flugzeugen organisiert werden könnte – auch deshalb, weil Živojin Rogožarski während des Ersten Weltkrieges als Flugzeugbaumeister in Budapest beschäftigt gewesen war.
Erstes Modell war die Brandenburg mit 100-PS-Daimler-Benz-Motoren, welches bis 1925 ausgeliefert wurden. Bis 1928 folgte eine Serie von 60 SB-1, genannt Mittlere Brandenburg, mit 160- und 185-PS-Daimler-Benz-Motoren. Erste heimische Modelle waren die von Fizir entwickelten Fizir-Maibach mit 250-PS-Motoren und Fizir-Wright mit 220-PS-Motoren. Das erste eigene Modell war der Trainer A.Ž.R mit 240-PS-Motoren von Walter Engines a.s. und einer Höchstgeschwindigkeit von 240 km/h, das aber von der jugoslawischen Luftwaffe aufgrund von Steuerungsproblemen abgelehnt wurde. Fehlende Aufträge, Investitionen in neue Modelle und hohe Verschuldung brachten Rogožarski in den Konkurs, jedoch wurde das Unternehmen 1934 in eine Aktiengesellschaft umgewandelt und somit gerettet. Es folgten neue Modelle, die mehr Erfolg hatten, darunter die R-100, PWT, IK-3 oder die vielversprechende R-313.
Beim Ausbruch des Zweiten Weltkrieges hatte Rogožarski etwa 1.000 Mitarbeiter. Nach dem Krieg wurden die Reste des Unternehmens gemeinsam mit dem Konkurrenten Ikarus zur Staatlichen Flugzeugfabrik (Državna Fabrika Aviona) unter der Domäne von Ikarus zusammengeschlossen. Mit der Verlegung der Staatlichen Flugzeugfabrik nach Soko in Mostar endete schließlich die Flugzeugproduktion von Rogožarski, die Staatliche Flugzeugfabrik selbst wurde in den Autobushersteller Ikarbus in Novi Sad umgewandelt.